# Adolphe Sax
Antoine-Joseph Adolphe Sax (6. listopadu 1814 – 4. února 1894) byl belgický designér hudebních nástrojů, hudebník (hrál na flétnu a klarinet) a vynálezce saxofonu, který byl po něm též pojmenován. Jeho otec Charles-Joseph Sax byl také designér hudebních nástrojů. Ve svých dvaceti letech zdokonalil basklarinet, což byl jeho první patent.